# Мишковичі (Тернопільський район)

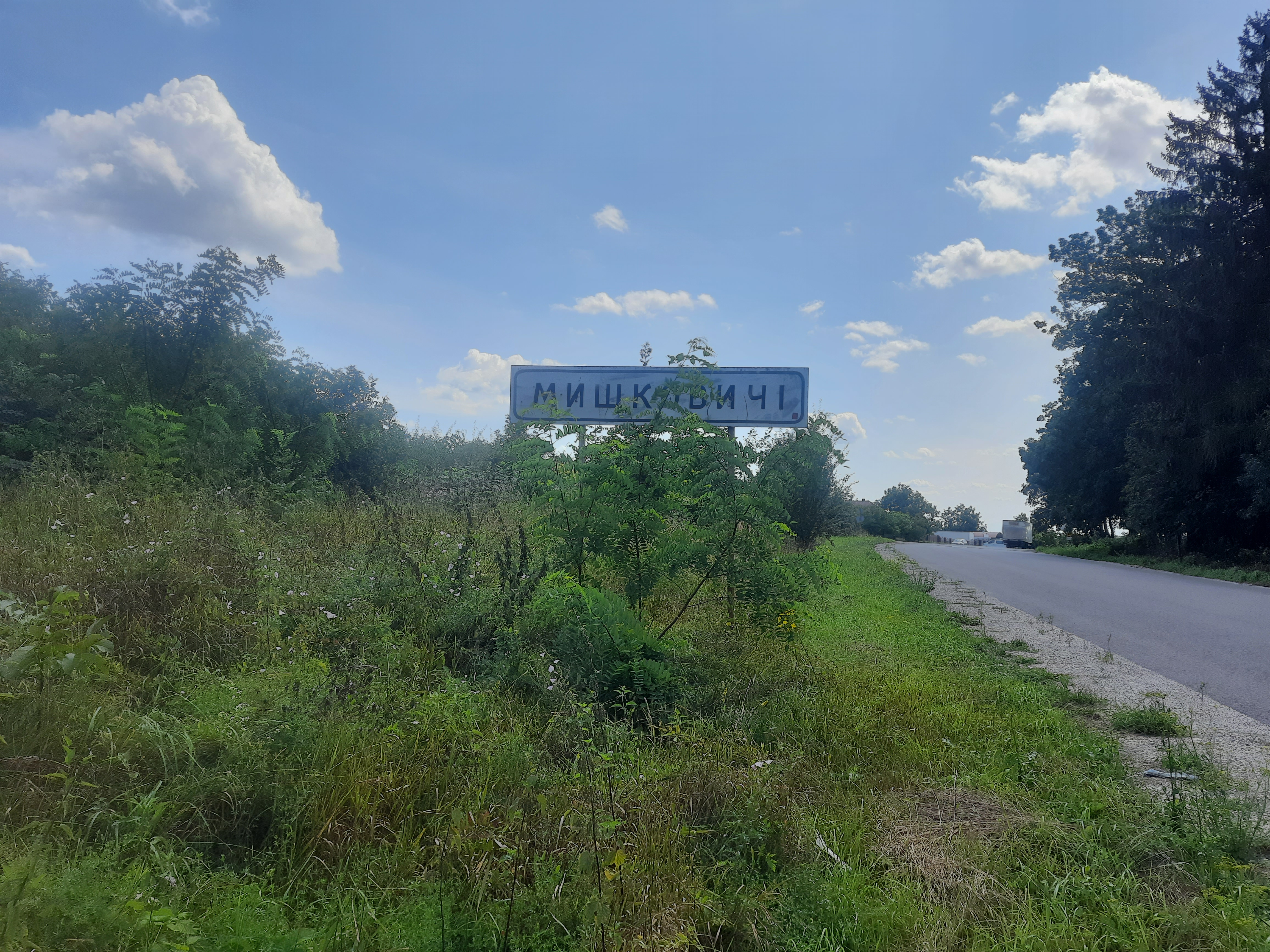
Дорожній знак при в'їзді в село

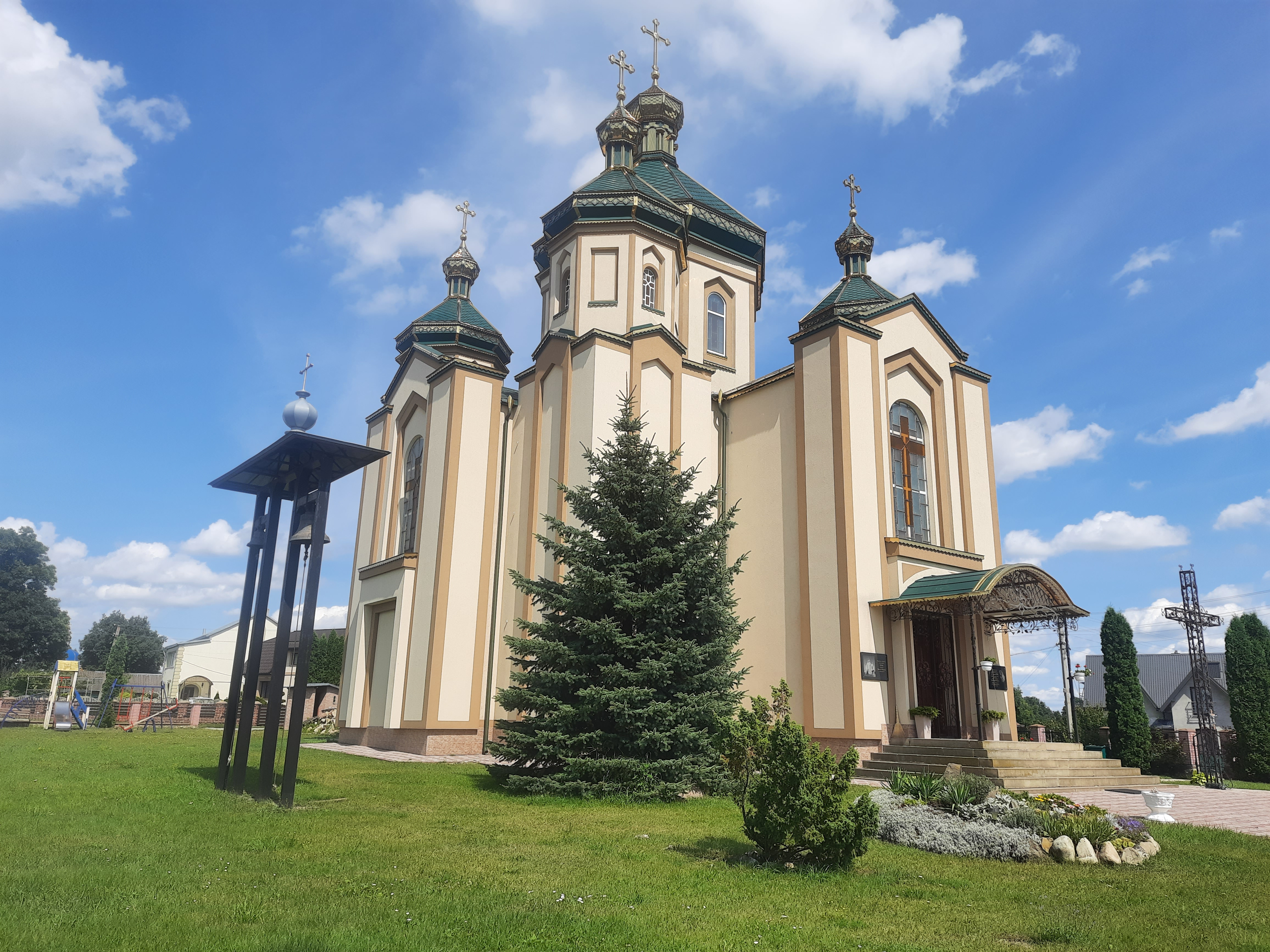
Церква Покрови Пресвятої Богородиці (Мишковичі, УГКЦ)

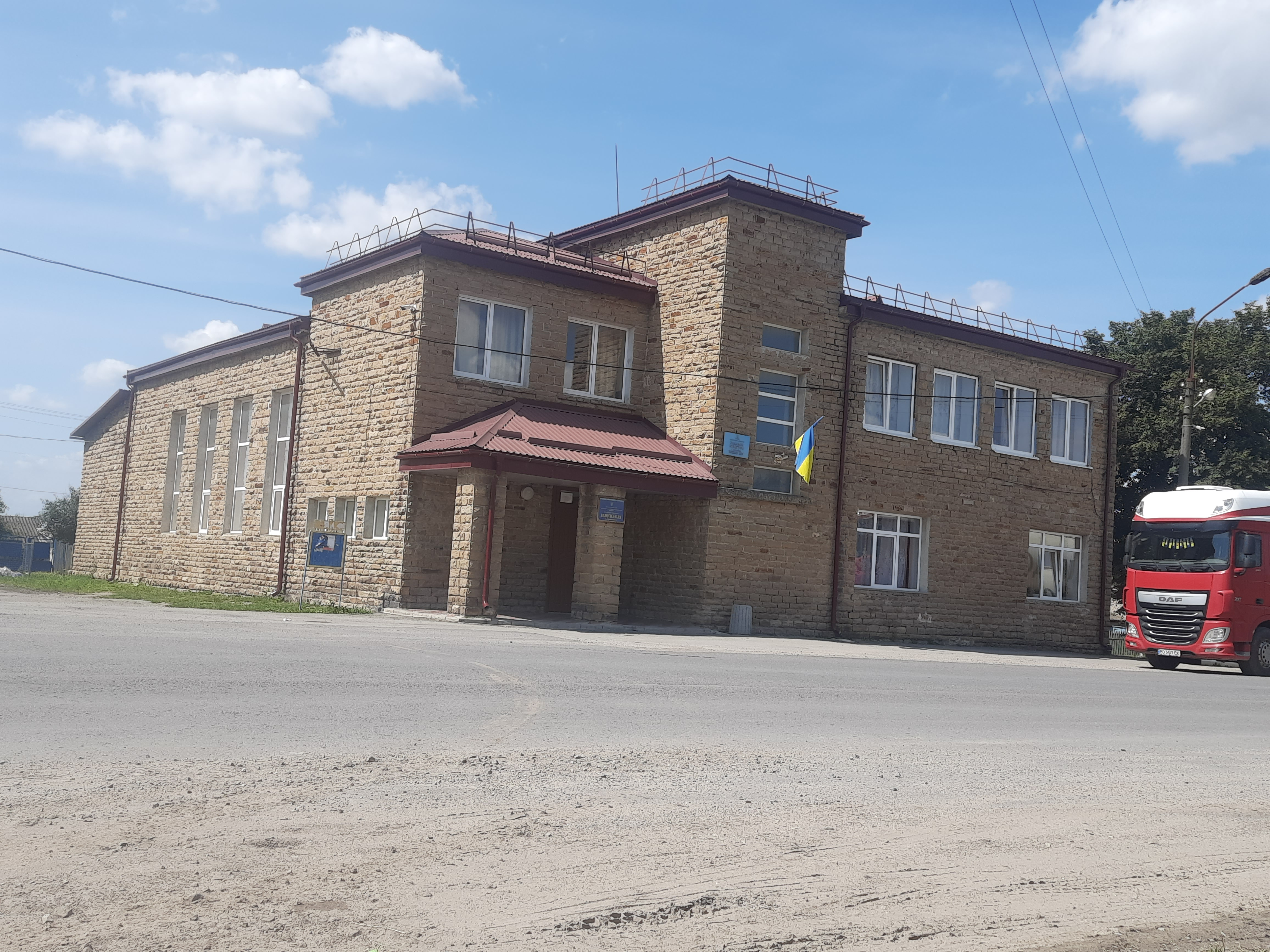
Народний дім

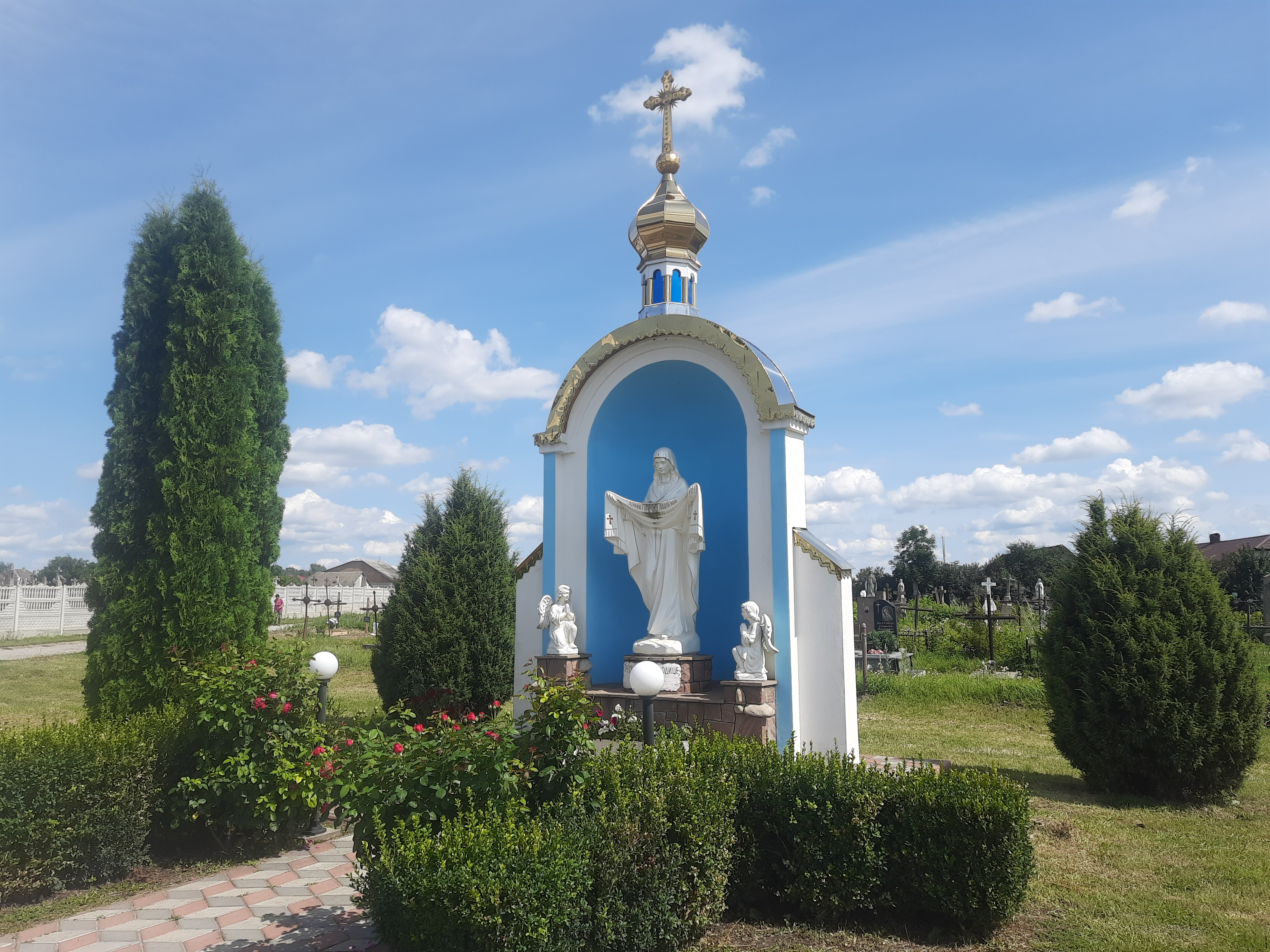
Статуя Божої Матері

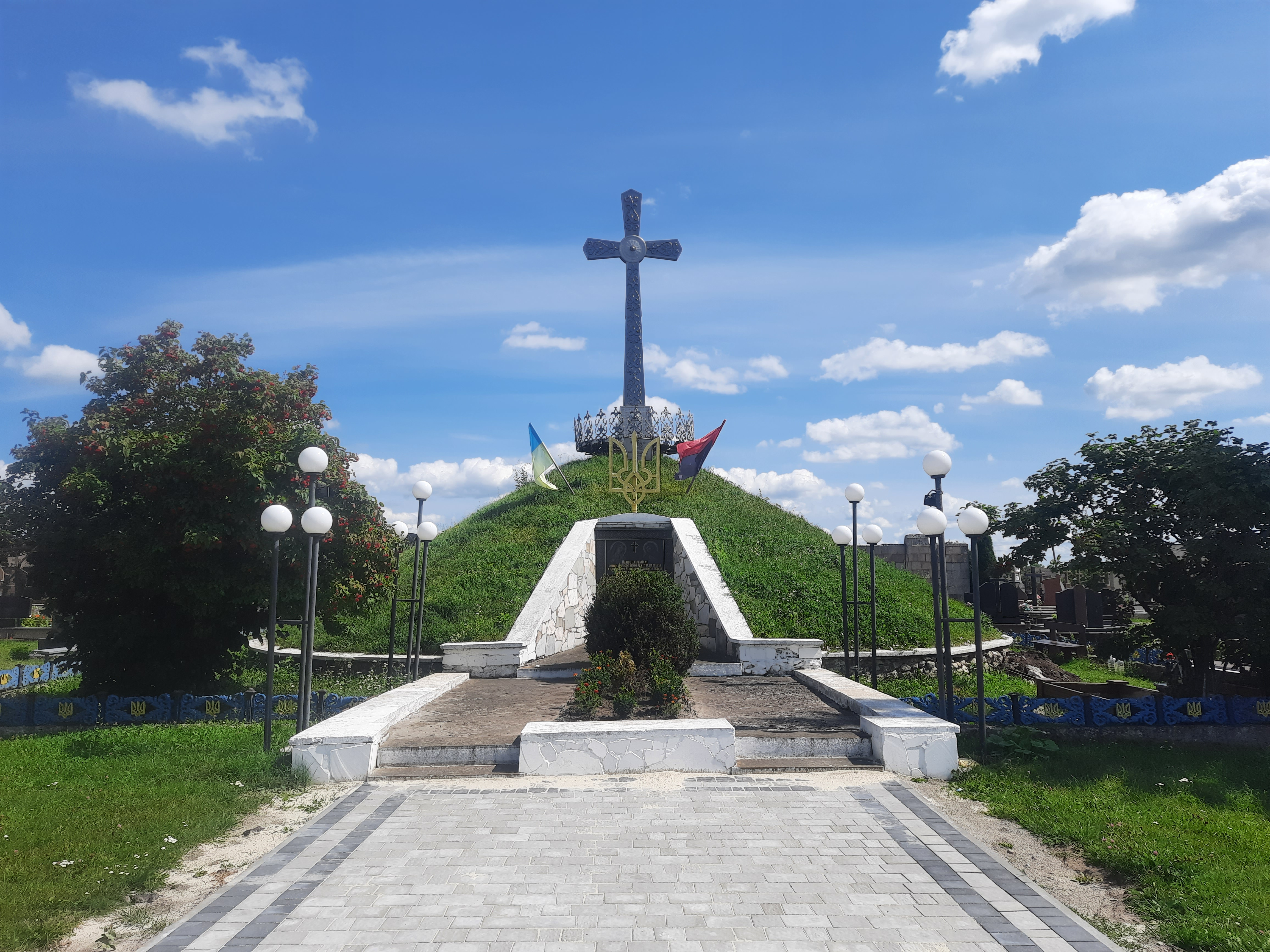
Символічна могила Борцям за волю України

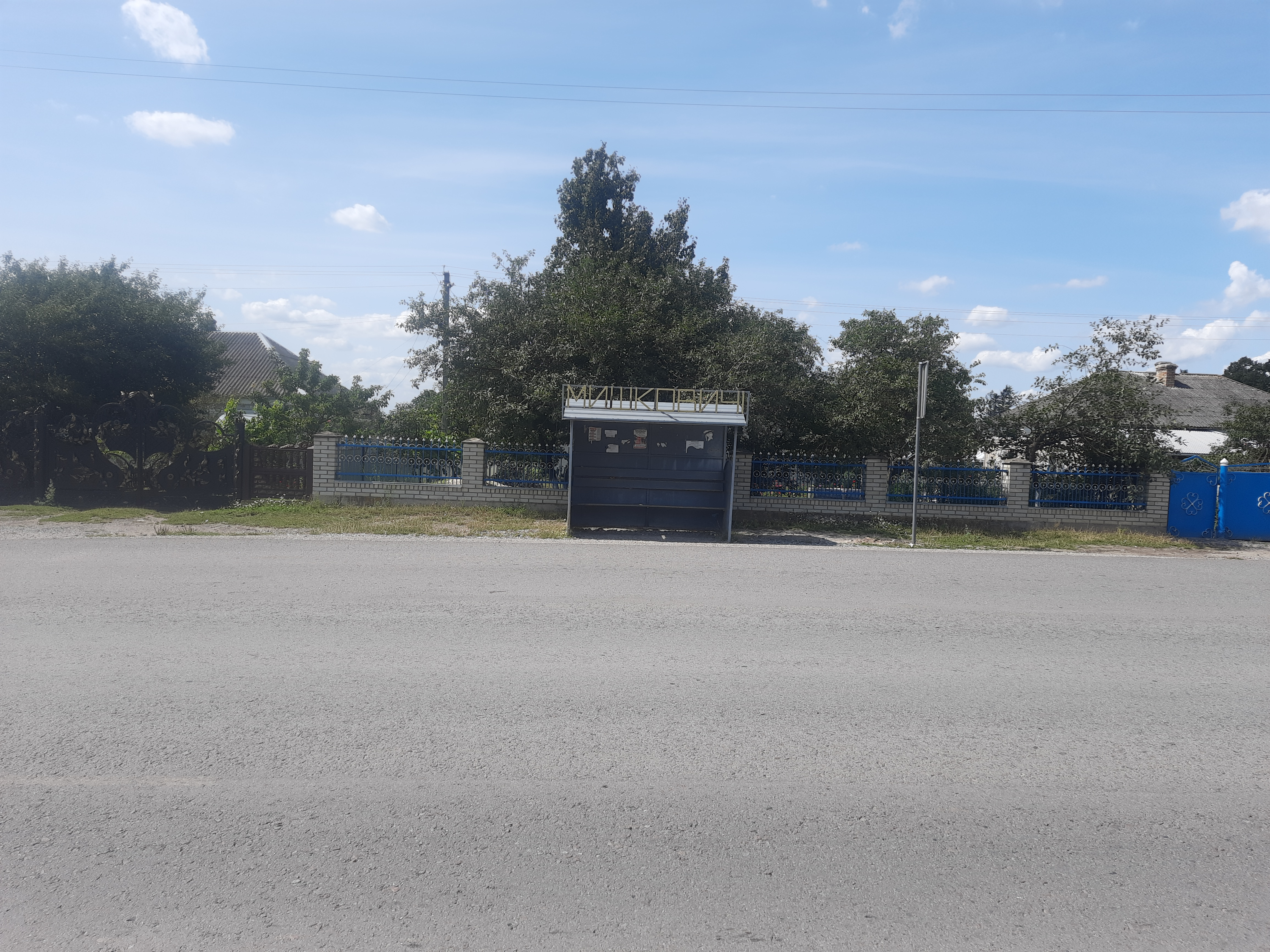
Автобусна зупинка

Мишкови́чі — село в Україні, у Великоберезовицькій селищній громаді Тернопільського району Тернопільської області. Розташоване на автошляху Брест-Чернівці Т 2020 на лівому березі річки Серет, в центрі району. З півночі і півдня до села прилягають мішані ліси. Ґрунти чорноземні, родючі. Село багате на сірий камінь, пісок, глину.
Граничить на сході з селами Застінкою, Баворовом, Прошовою; на півдні — з Миролюбівкою, на заході — з Настасовим, Лукою Великою, на півночі — з В.Березовицею, Островом. Назва села Мишковичі не змінювалася.
Населення — 2111 особа (2014).

## Історія

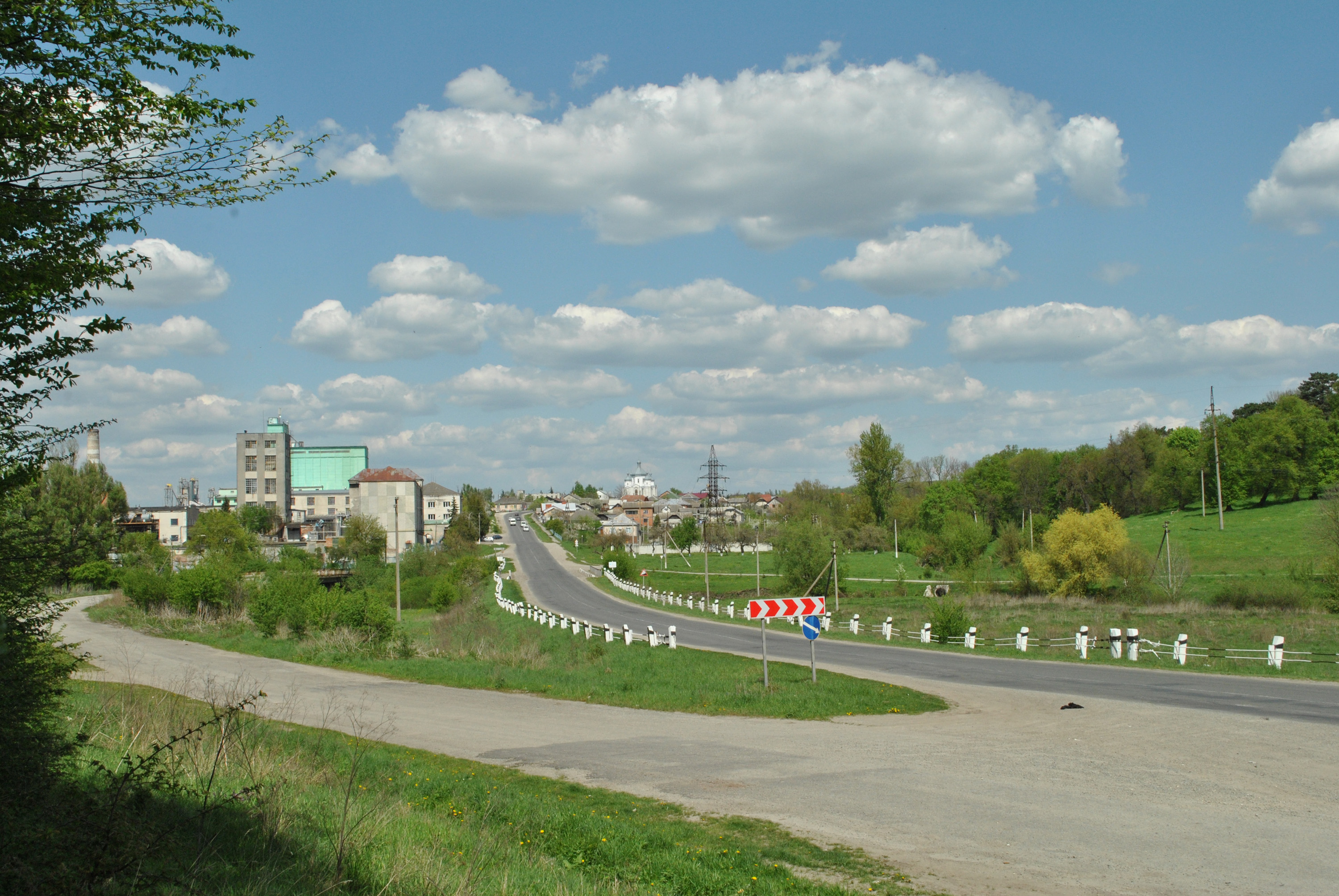
Вигляд Мишковичів з півдня. Зліва біля дороги — спиртзавод

Поблизу села виявлено археологічні пам'ятки культур кулястих амфор, Ноа, голіградської, західноподільської групи скіфського часу, черняхівської, Лука-Райковецька, давньоруської культур.
Перша писемна згадка — 1564 рік.
Згадується 18 грудня 1447 року в книгах галицького суду.
Документи, які стосуються історії села Мишковичі виявлені у фондах Йосифінської (1787-17 88рр.) і Францисканської (1819—1820) метрик — перших поземельних кадастрів Галичини, названих так на честь австрійських імператорів, у час правління яких складалися ці метрики.
Є припущення, що село виникло раніше, приблизно в XIII ст. В південній частині села, де починається ліс, колись стояла церква, сліди кладовища залишилися по нинішній час.

У 1742—1746 рр. греко-католицький парох с. Мишковичі Іван Пашковський уклав рукописний пісенник — антологію духовної та світської лірики. Окрім добре відомих пісень до свого збірника священник включив і власні твори: «Поки ж думати, Боже, дай знати», «Мусиш ти ся признати», «Тяжка річ любити», «О, як тяжко, хто кохає» та інші. Відомий український літературознавець Олекса Мишанич охарактеризував збірник із Мишковичів таким чином:
У «піснях світських» І. Пашковського вдало поєднується книжний елемент з народнопоетичним, релігійний, моралізаційний тон уживається з тверезим народним поглядом на кохання як на земне щастя, парування рівного з рівним.
Станом на 1819—1820 роки у власності громади села Мишковичі було орної землі 2199 морги 1444 квадрантних сажнів вартістю 6966 зол.рин. і 5/11 крейцер австрійської валюти; сіножатей 227 морги 1481 квадратних сажнів вартістю 4323 зол. рин і 4/44 крейцери австрійської валюти, з яких збирали 1827 центнерів сіна; лісу-379 морги 1626 квандратних сажнів вартістю 348 зол. рин і 48 крейцер австрійської валюти.
У 1889 році заснований хутір Кринички, 5 км від села. На даний час проживає 1 родина.
На початку XIX століття село належало графу Баворовському. Сім'я отримала село як у подарунок від поміщика Забельського. Він став хресним батьком сина Баворовського. Останній поміщик Віктор Баворовський 1892 р. покінчив життя самогубством. Передав свої землі в державний фонд. Після того землями користувався граф Мішковіцький. На першу половину XIX століття піддані села Мишковичі відбували панщину.
Територія сучасної дільничної лікарні — це колишній маєток пані Марії Зелінської (1898 р.). Вона заклала чудовий Англійський парк. Їй з Англії привезли чудові саджанці різних порід.
Документи, які стосуються історії церкви, виявлені у фондах Галицького намісництва і Галицької фінансової прокуратури. Станом на 1805 р. у с. Мишковичі була церква під назвою Покрови Пресвятої Богородиці, збудована з тесаного дерева, під гонтовим дахом. Будинок священника поставлений за пруським методом вартістю 100 зол. рин. На правій стороні піч цеглова з каміном мурованим, зліва — пекарня з піччю. Будинок накритий солом'яним дахом, старий. Була стайня для коней, на стовпах дерев'яних вартістю 15 зол. рин. Стайня для худоби також стара, поліплена глиною, під дахом солом'яним.
Станом на 1924 р. у селі Мишковичі була двокласова загальна народна школа з польською мовою викладання.
У 1922 році діяло товариство «Просвіта».
11 листопада 1931 року головна управа товариства «Рідна школа» у місті Тернополі дала дозвіл на відділення товариства у селі Мишковичі. Кількість членів — становила 72 чоловік.
В червні 1910 року в селі було засновано товариство «Сільський господар».
1 серпня 1934 року в рамках реформи на підставі нового закону про самоуправління (23 березня 1933 року) увійшло до нової сільської гміни Микулинці (Тернопільський повіт Тернопільського воєводства).
Село Мишковичі визволене від фашистів 23 березня 1944 року.
У 1941 році на території села створено колгосп імені Тимошенка. В ньому нараховувалось 46 родин. У 1964 році колгосп змінив назву на «Заповіт Леніна».
У селі Мишковичі є спиртзавод, заснований у 1892 р. Це була гуральня, яка належала адвокату і поміщику Осировському. У 1914—1939 рр. — пану Зелінському. Працювало 7 чоловік. На даний час працює 180 чоловік. У 1971 році побудовано комбікормовий завод.
У 1996 р. освячено місце, закопано хрест, де мала будуватися греко-католицька церква. ЇЇ будівництво закінчено 18 жовтня 2003 р.
12 червня 2020 року, відповідно до розпорядження Кабінету Міністрів України № 724-р «Про визначення адміністративних центрів та затвердження територій територіальних громад Тернопільської області» увійшло до складу Великоберезовицької селищної громади.
19 липня 2020 року, в результаті адміністративно-територіальної реформи та ліквідації Тернопільського району, село увійшло до складу новоутвореного Тернопільського району.

## Населення
Згідно з переписом УРСР 1989 року чисельність наявного населення села становила 1993 особи, з яких 917 чоловіків та 1076 жінок.
За переписом населення України 2001 року в селі мешкало 2066 осіб.

### Мова
Розподіл населення за рідною мовою за даними перепису 2001 року:
| Мова            | Кількість | Відсоток |
| --------------- | --------- | -------- |
| українська      | 2066      | 99.76%   |
| російська       | 3         | 0.14%    |
| болгарська      | 1         | 0.05%    |
| інші/не вказали | 1         | 0.05%    |
| Усього          | 2071      | 100%     |

## Пам'ятки

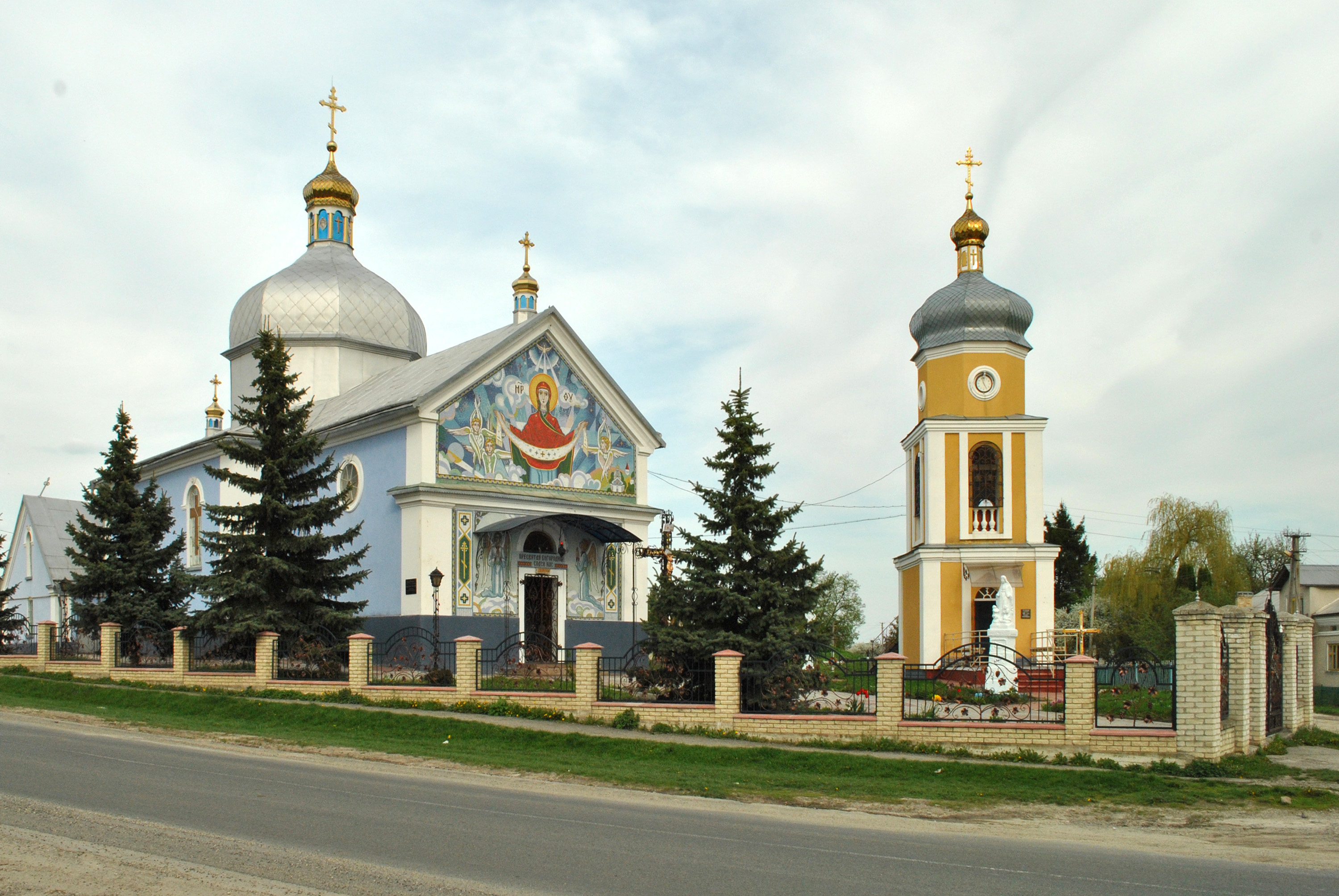
Церква Покрови Пресвятої Богородиці (1817, мурована)

- церква Покрови Пресвятої Богородиці (1817, мурована, ПЦУ),
- церква Покрови Пресвятої Богородиці (2003, мурована, УГКЦ).

## Пам'ятники
Споруджений пам'ятник воїнам-односельцям, полеглим у німецько-радянській війні (1975), насипано символічну могилу УСС (1992), встановлено пам'ятні хрести на честь передачі землі в приватну власність та 2000-ліття Різдва Христового (2001).
Поблизу села в лісовому урочищі «Мишковицька дача» Микулинецького лісництва у кварталі 25 виділі 7 зростають 8 дерев дуба звичайного, що оголошені ботанічною пам'яткою природи місцевого значення.

## Соціальна сфера та економіка
Працюють НВК «Мишковицька ЗОШ 1-3 ступенів» ДНЗ, дитячий садок, Будинок культури, бібліотека, дільнична лікарня, спиртозавод, комбікормовий завод, меблевий цех, фермерське господарство, розвинене садівництво.
Діти із села беруть участь у ансамблі «Диво-струни».

## Відомі люди

### Народилися
- письменник Богдан Бастюк,
- вчені Мирослав й Орест Іванюти,
- актор Іван Довгалюк.
- Довгалюк Роман Анатолійович (1986—2024) — молодший сержант Збройних сил України, учасник російсько-української війни.
- Остапів Роман Богданович (11 червня 1976, с. Мишковичі Тернопільського району  Тернопільської області— 10 січня.2023, Донецька область) — український військовик, учасник російсько-української війни. Депутат Великогаївської сільської ради VIII скликання округу № 7 від партії «Європейська Солідарність».[11]
- Орест Васильович Клошник (5 лютого 1988, с. Мишковичі, Тернопільський район, Тернопільська область — 7 вересня 2022, Донецька область) — український військовослужбовець Збройних сил України, учасник російсько-української війни.

### Проживали
- громадський діяч, депутат Народних Зборів Західної України М. Іванюта,
- пастирював І. Пашковський,
- У 1938—1940 роках душпастирював Йосиф Бучинський (1891—1941) — греко-католицький священник, жертва радянських репресій, слуга Божий.